# Tour Égée
La Tour Égée es un rascacielos de oficinas ubicado en el distrito de negocios de La Défense, Francia (concretamente en Courbevoie, en el distrito Faubourg de l'Arche). La torre alberga la oficina central de Elior, así como algunas de sus subsidiarias. La empresa Egencia, filial de Expedia, también ocupa varios pisos. Construida entre 1997 y 1999, tiene 155 m de altura y 40 plantas. Es la gemela de la Tour Adria.